# Doryida
Doryida es un género de insecto coleóptero de la familia Chrysomelidae.

## Especies
Las especies de este género son:
- Doryida fraterna (Laboissiere, 1931)
- Doryida mouhoti Baly, 1865
- Doryida nigripennis Baly, 1890
- Doryida tarsalis Baly, 1890